# Vieux-Lixheim
Vieux-Lixheim – miejscowość i gmina we Francji, w regionie Grand Est, w departamencie Mozela.
Według danych na rok 1990 gminę zamieszkiwało 197 osób, a gęstość zaludnienia wynosiła 31 osób/km² (wśród 2335 gmin Lotaryngii Vieux-Lixheim plasuje się na 848. miejscu pod względem liczby ludności, natomiast pod względem powierzchni na miejscu 890.).